# Klostermuseum Müstair

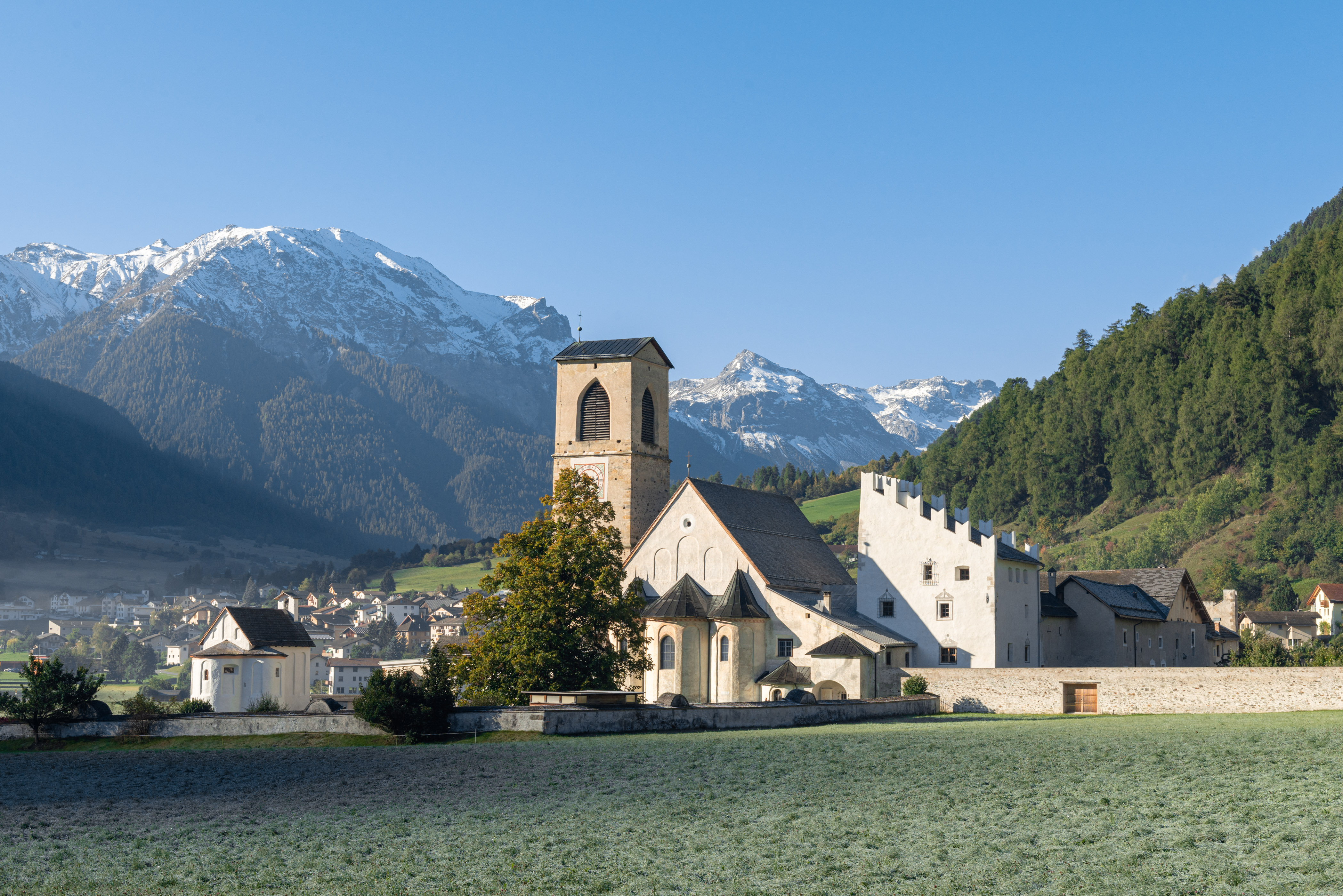
Kloster St. Johann, rechts der Plantaturm

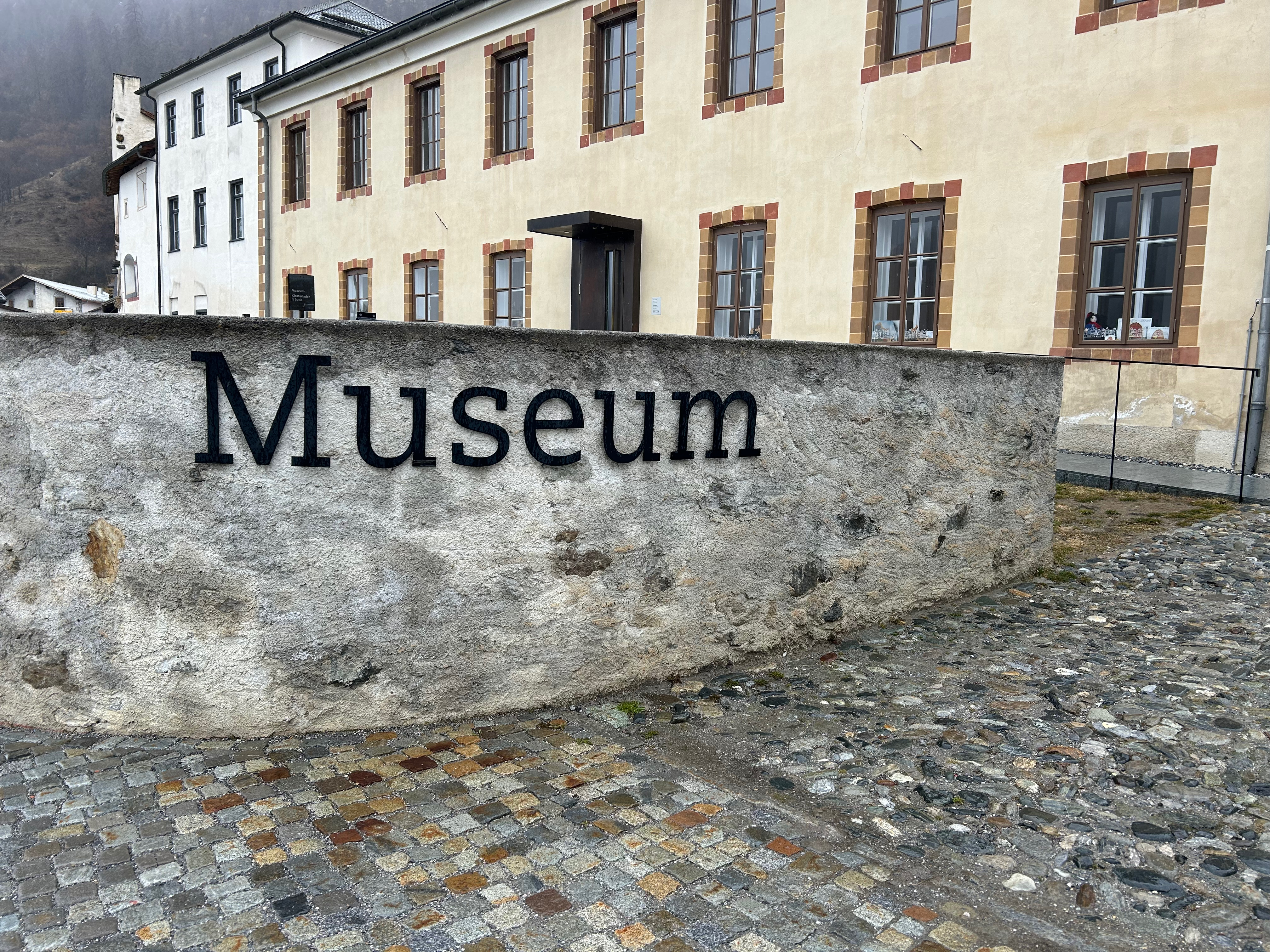
Südflügel mit Kasse und Laden

Das Klostermuseum Müstair gehört zum Benediktinerinnenkloster St. Johann in Müstair im Val Müstair im Kanton Graubünden in der Schweiz. Es ist an der nördlichen Ecke des Klosterkomplexes im Plantaturm untergebracht und besteht seit 2003.

## Geschichte
Im sogenannten Fürstenzimmer im Westtrakt der Klosteranlage war früher ein kleines Klostermuseum eingerichtet. Bei einem leichten Erdbeben am 24. September 1994 entstanden am Plantaturm Risse; er musste saniert werden. Da man die restaurierten Räume nicht weiterhin als Depot verwenden wollte, wurde das Museum in den Turm verlegt. Das Konzept für das neue Museum erarbeitete der Kunsthistoriker und ehemalige Leiter der Stiftung «Pro Kloster St. Johann Müstair» Raphael Sennhauser.

## Plantaturm
Die Archäologen fanden im Mauerwerk Armierungshölzer, die laut dendrochronologischer Analyse im Herbst/Winter 957/958 und im Frühjahr 961 gefällt wurden. Damit ist der Plantaturm einer der ältesten Burgtürme Europas.
Der quadratische dreistöckige Turm entstand als Wohn- und Wehrturm um 960 unter Bischof Hartpert von Chur, einem Vertrauten von König Otto I., den er auf seinen Italienzügen begleitete. Unter der Äbtissin Angelina von Planta (reg. 1478–1509) wurde der Turm ab 1499 neu ausgebaut, aufgestockt. Er wurde 1664 mit Schwalbenschwanzzinnen versehen. 1994 wurde er einer Gesamtrestaurierung unterzogen.
Im Erdgeschoss war der Weinkeller, im 1. Obergeschoss lag das Refektorium, im 2. das Dormitorium, der gemeinsame Schlafsaal der Schwestern. Um 1710 wurden im 3. Obergeschoss Einzelzellen für die Nonnen eingebaut.
Der Zugang zum Museum erfolgt von der Kirche aus durch eine unscheinbare Tür, die zum Kräutergarten und zum Kreuzgang führt. Dieser entstand beim Bau der frühromanischen Bischofsresidenz von 1035. Dem Museum angegliedert sind ein Shop und die Billettkasse.

## Keller
Im Kellerraum zeigen sich die 13 auf 12 Metern messenden Dimensionen des Plantaturms. Die Mauerstärke von 1,7 Metern an der Basis nimmt bis zum Dach stetig ab. Das Tonnengewölbe wurde um 1500 gemauert, die Bretter der Schalung lassen sich noch heute ablesen. Unter dem Lehmboden verbergen sich Mauerreste aus karolingischer Zeit. Bei Grabungen stiess man auf Scherben von Fensterscheiben und Bruchstücke einer Schrankenanlage aus Marmor. Fensterglasfunde aus der Zeit Karls des Grossen sind selten und die hier vorgefundenen Scherben übertreffen das knappe Dutzend Fundstellen in Europa an Farb- und Formenreichtum. Das Natronglas wurde aus dem Nahen Osten eingeführt und in Müstair zu dünnen Scheiben gegossen, wie Schmelztiegel mit Glasresten belegen.
Die Marmorskulpturen stammen von Schrankenanlagen, die einst die Kirche und ihre Nebenräume unterteilten. Der Laaser Marmor stammt aus den Steinbrüchen von Laas im benachbarten Vinschgau. Bruchstücke der Anlagen wurden als gewöhnliches Steinmaterial verbaut.

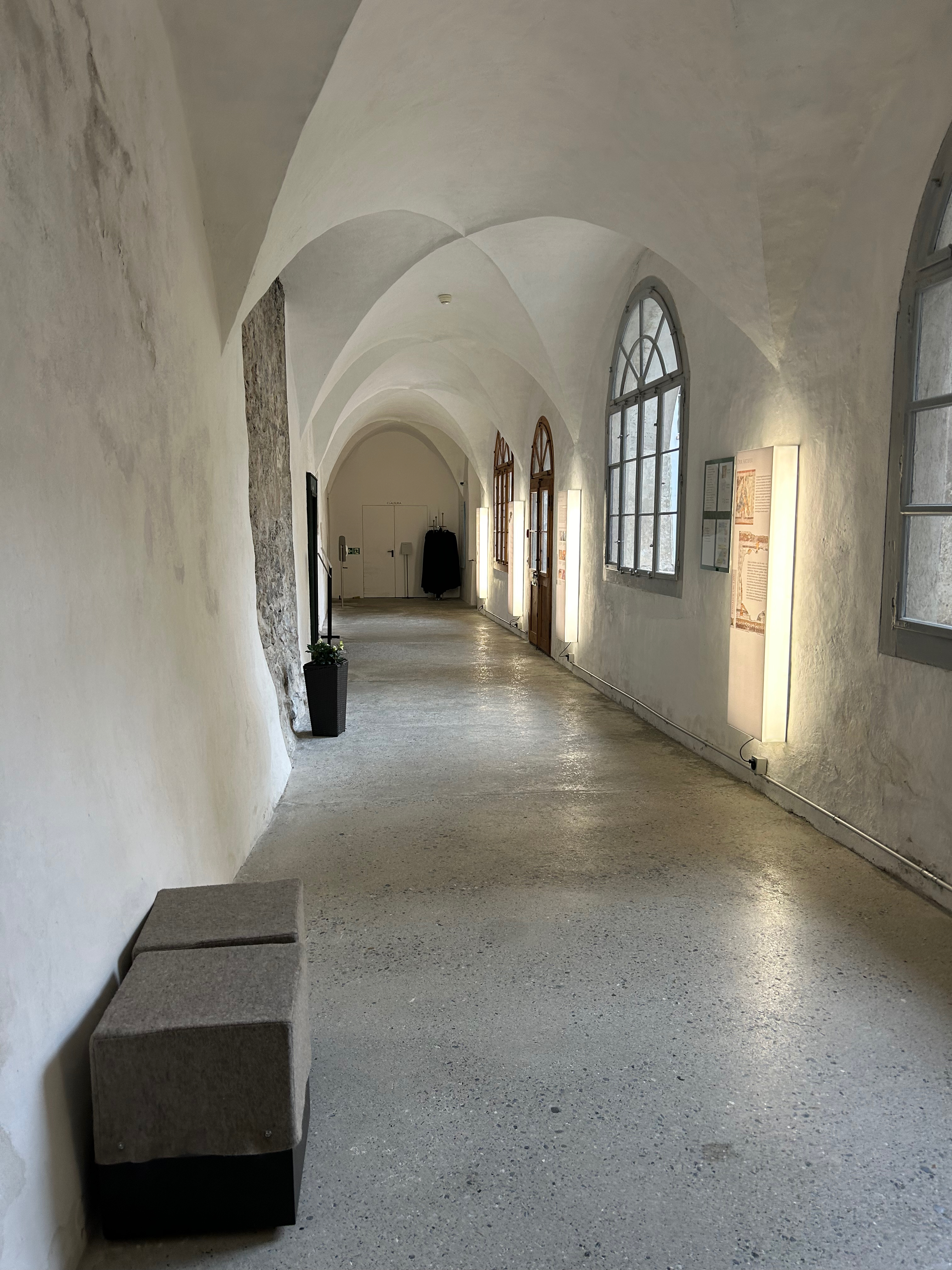
Kreuzgang
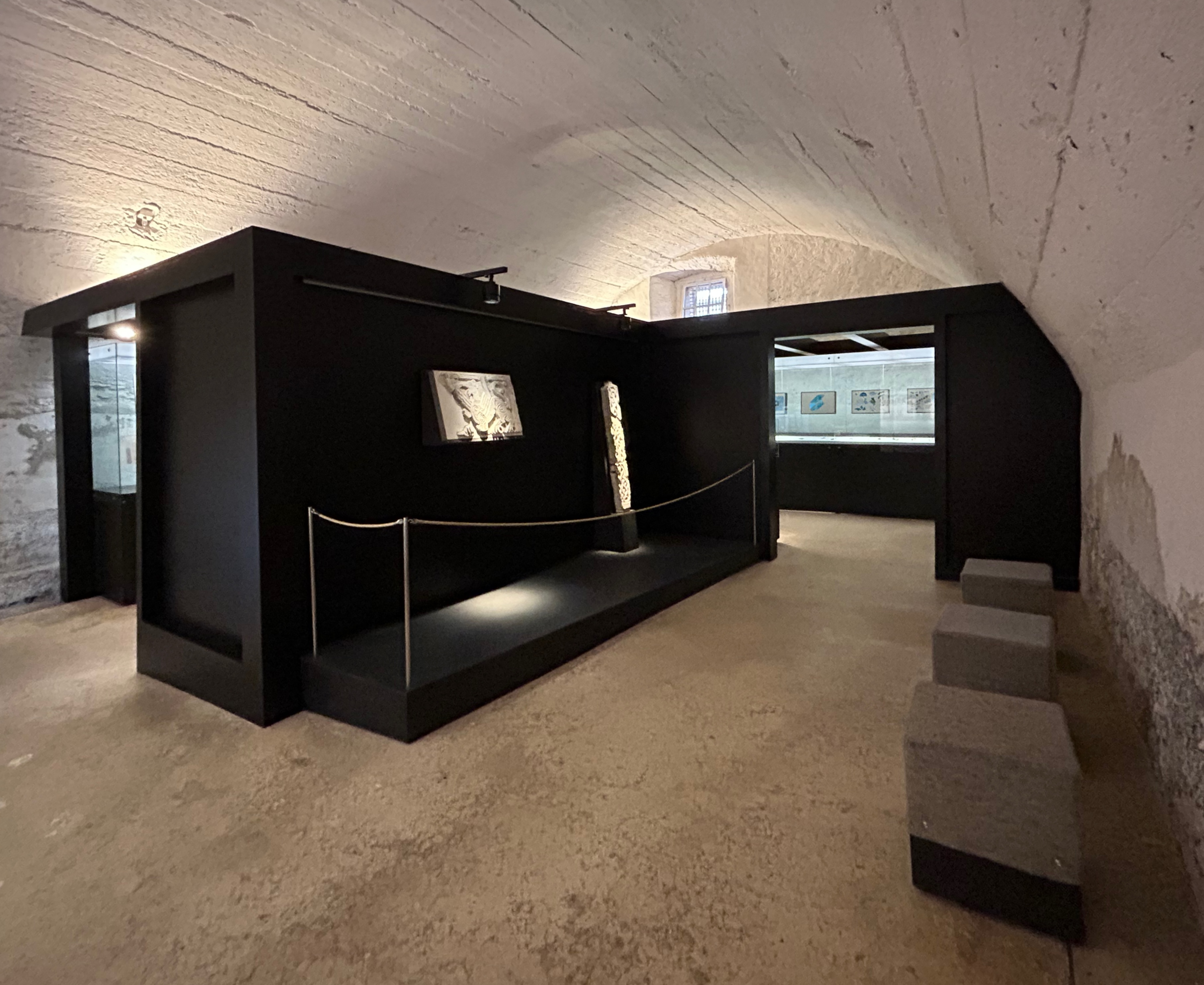
Im Kellerraum, noch sichtbar die Bretter der Schalung aus der Zeit um 1500
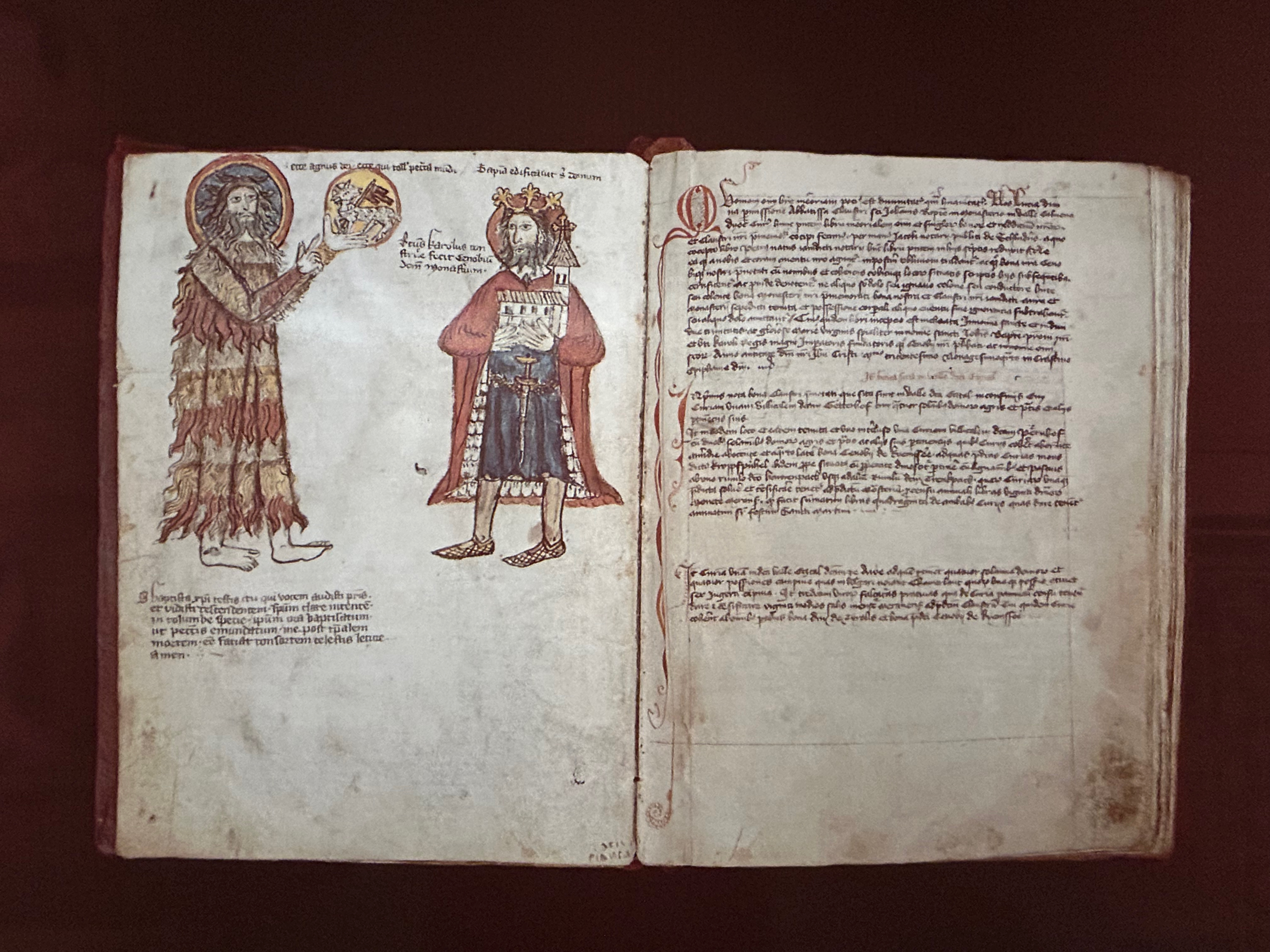
Urbar von 1349
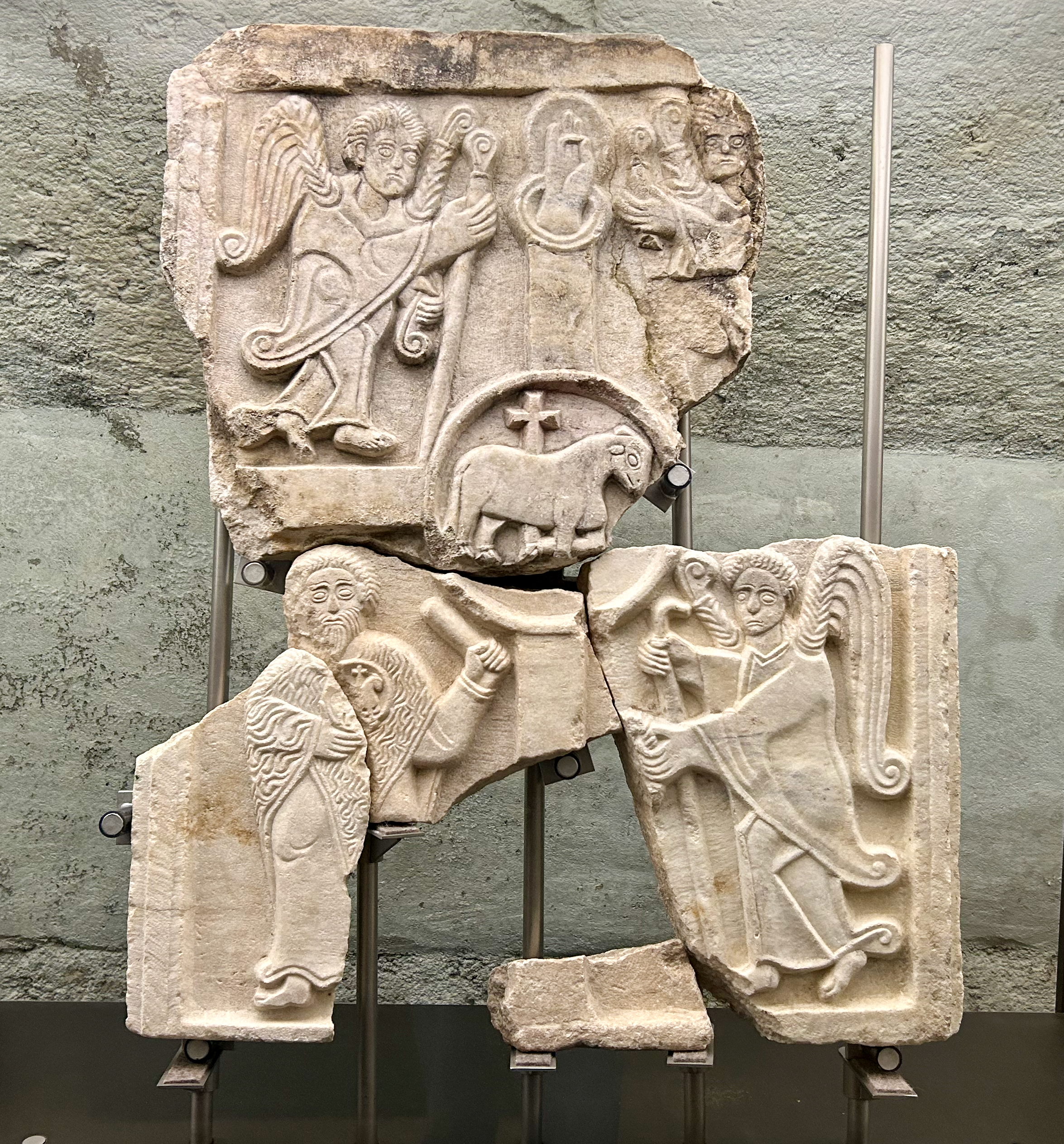
Bruchstücke einer Schrankenanlage
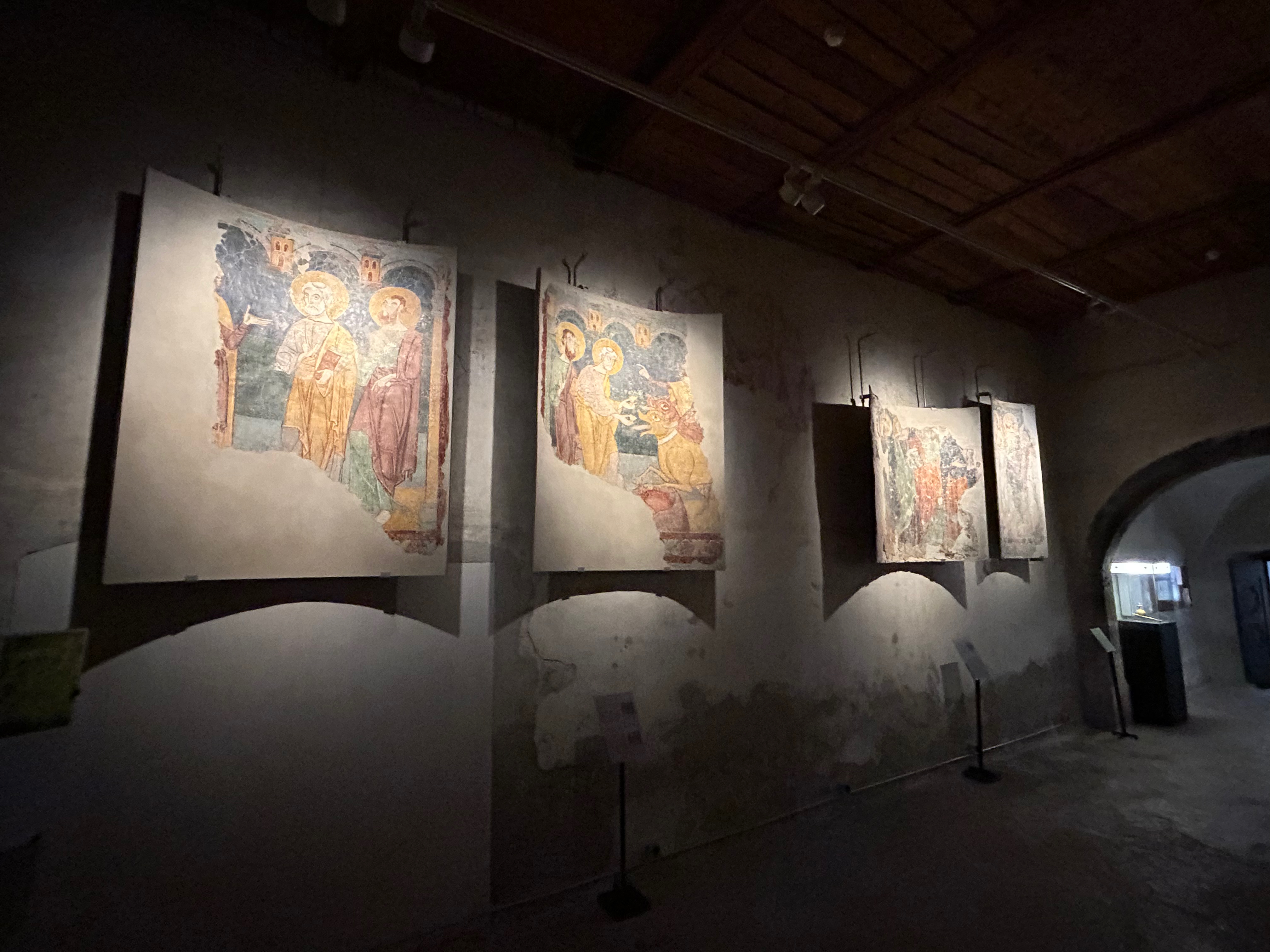
Abgelöste Wandmalereien

## 1. Obergeschoss
Das grosszügige, helle Refektorium wurde von der Äbtissin Angelina Planta um 1500 erbaut. Es war der einzige heizbare Raum des Plantaturms, in der Südostecke wurden sieben Öfen nachgewiesen. Die Gliederung des Raumes mit Gesimsen und Profilen geht auf die Äbtissin Maria Angela Catharina Hermanin von Reichenfeld (reg. 1747–1778) zurück. Das grosse Kruzifix stammt vom Tiroler Johannes Patsch, das Geschirr in der Vitrine gehörte Äbtissinnen des 17. und 18. Jahrhunderts. Krummstab, Brosche, Ring und Brustkreuz stammen von der letzten Müstairer Äbtissin Augustina Wolf (reg. 1806–1810).
Das Refektorium wurde auch für Versammlungen, Arbeiten oder Hausmusik genutzt. Von gespielter Musik zeugt das Regal, eine Kleinorgel aus der ersten Hälfte des 17. Jahrhunderts. Es wurde im tirolerischen Gebiet gebaut und dürfte als Schenkung ins Kloster gelangt sein. 1999 wurde es restauriert und ist wieder spielbar.

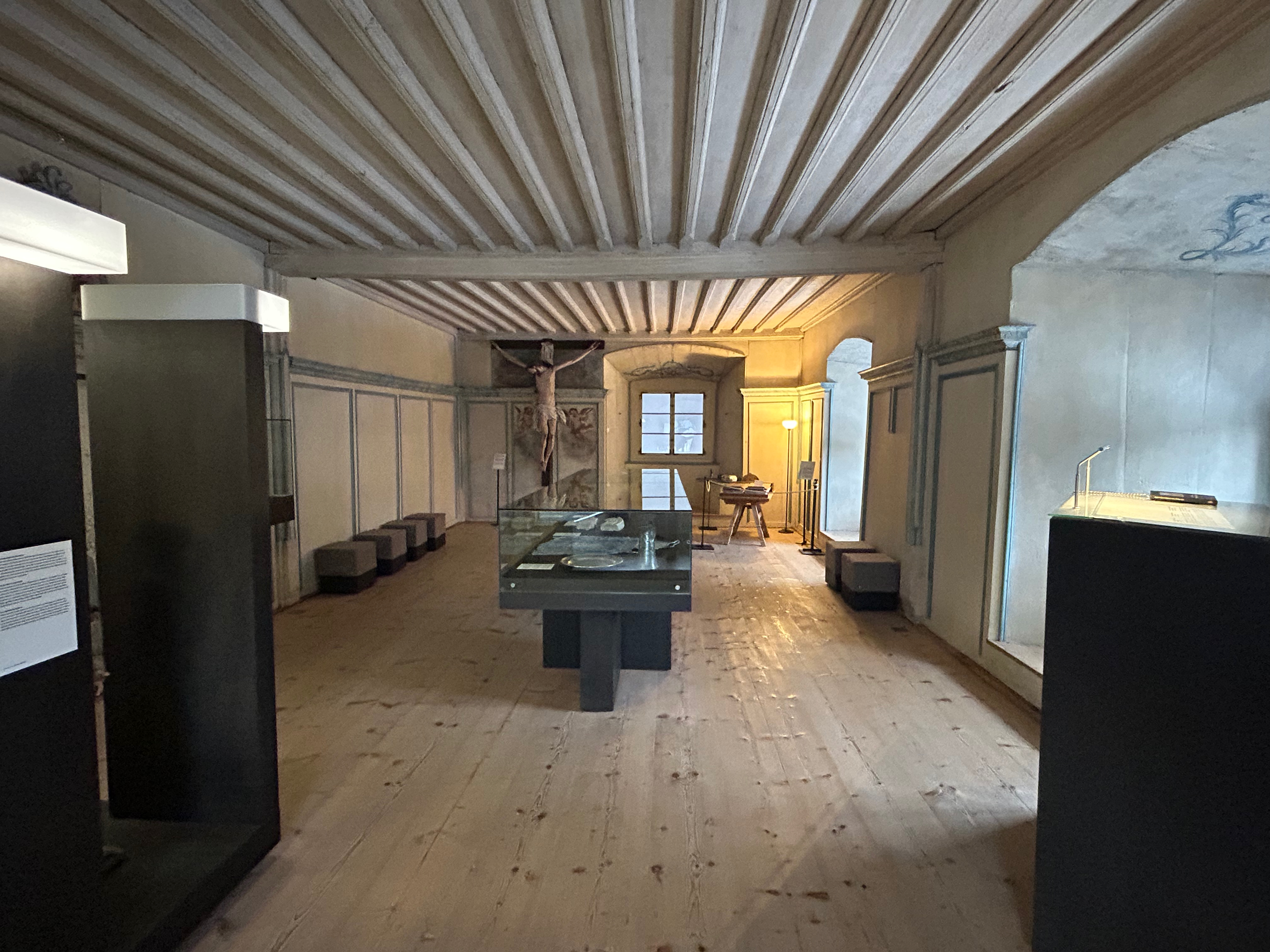
Im Refektorium
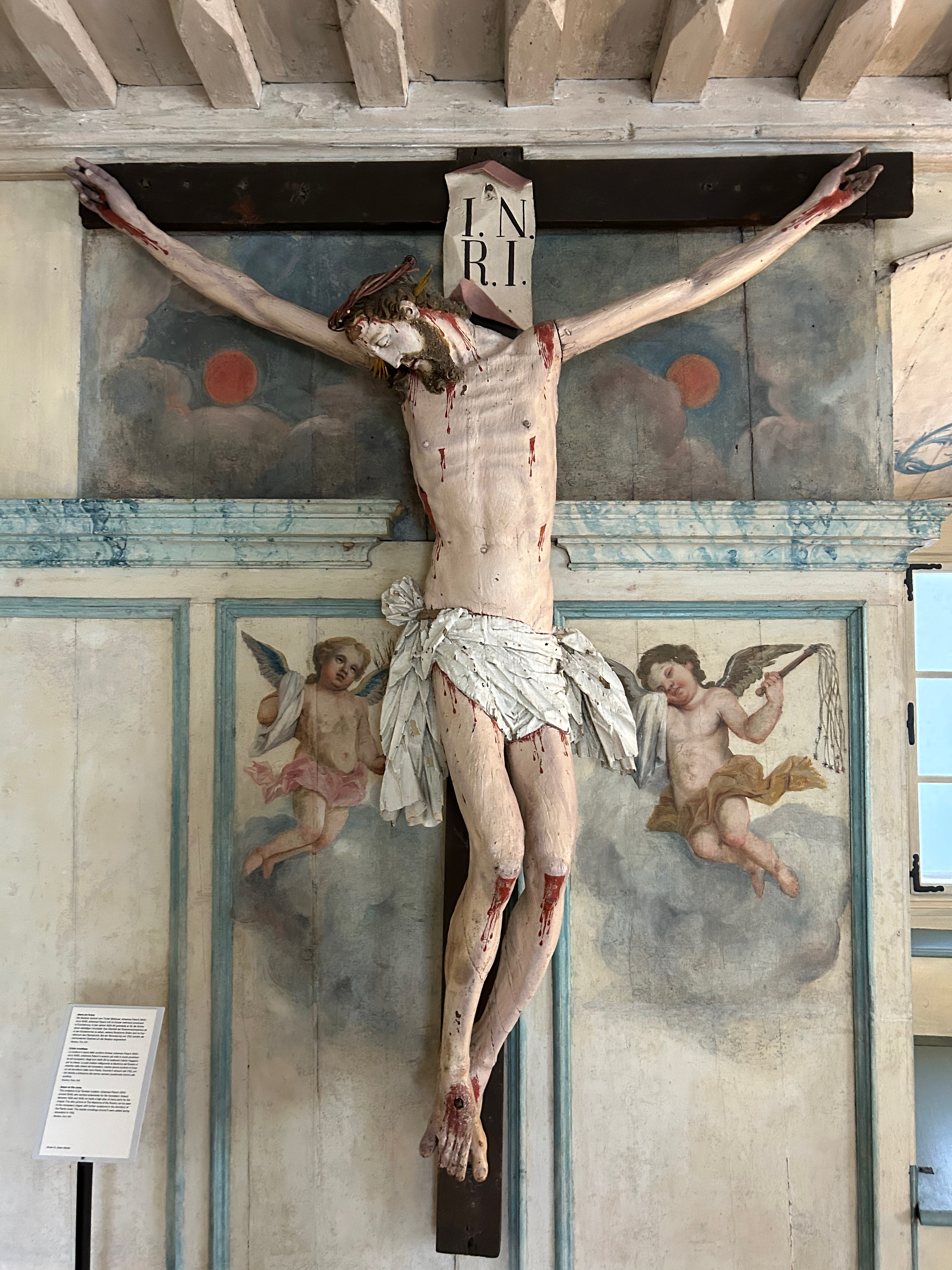
Kruzifix, um 1635
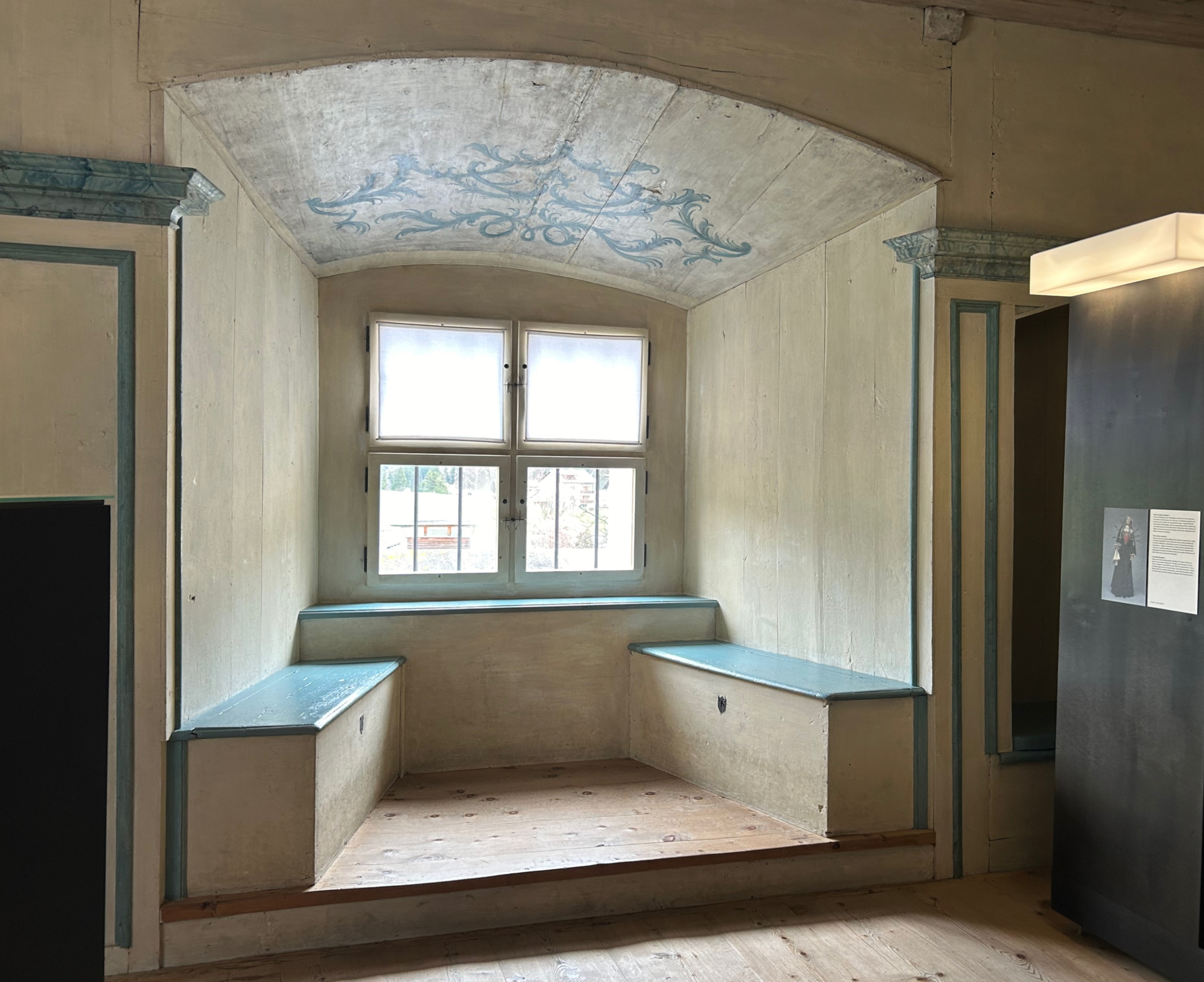
Fensterbank
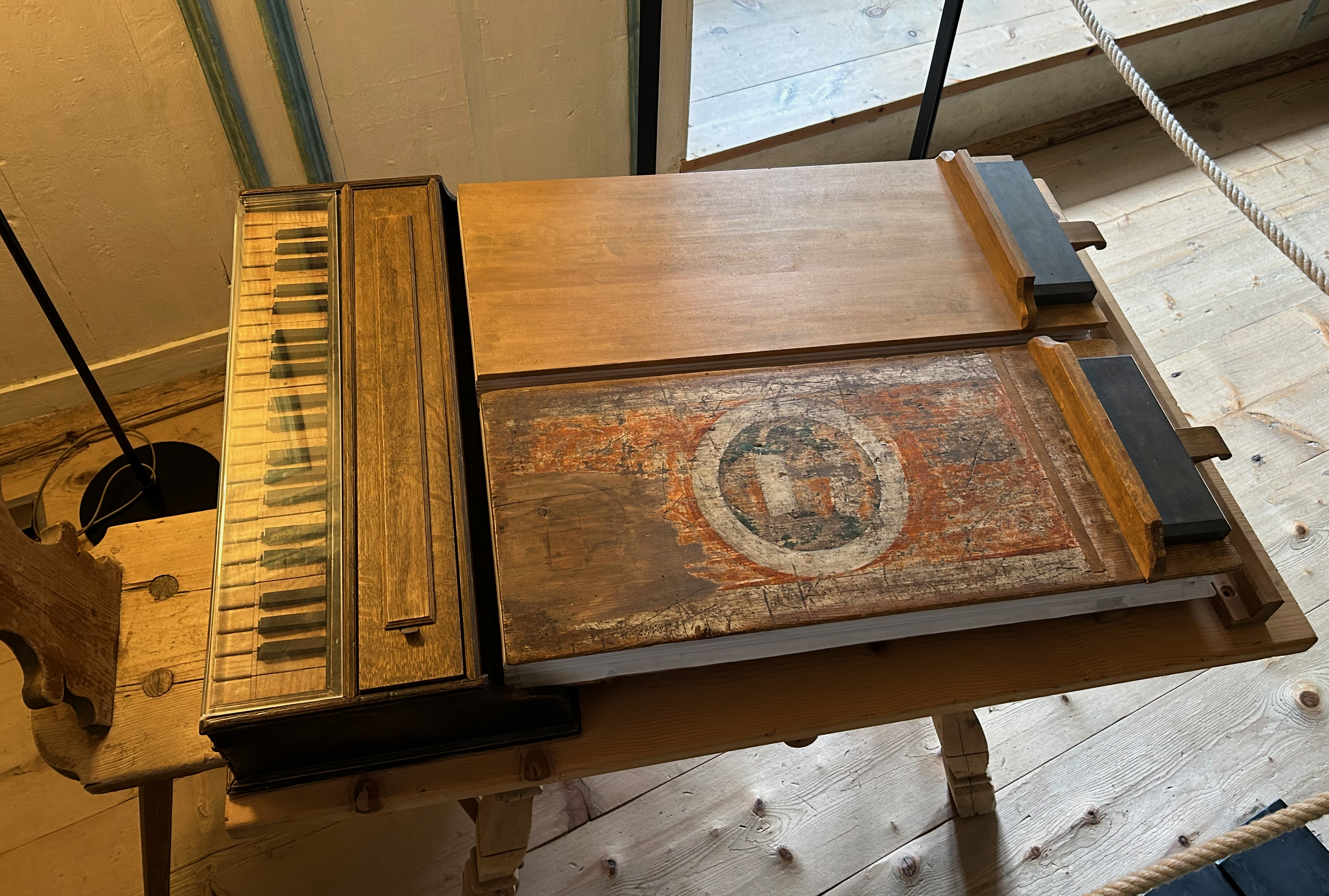
Regal
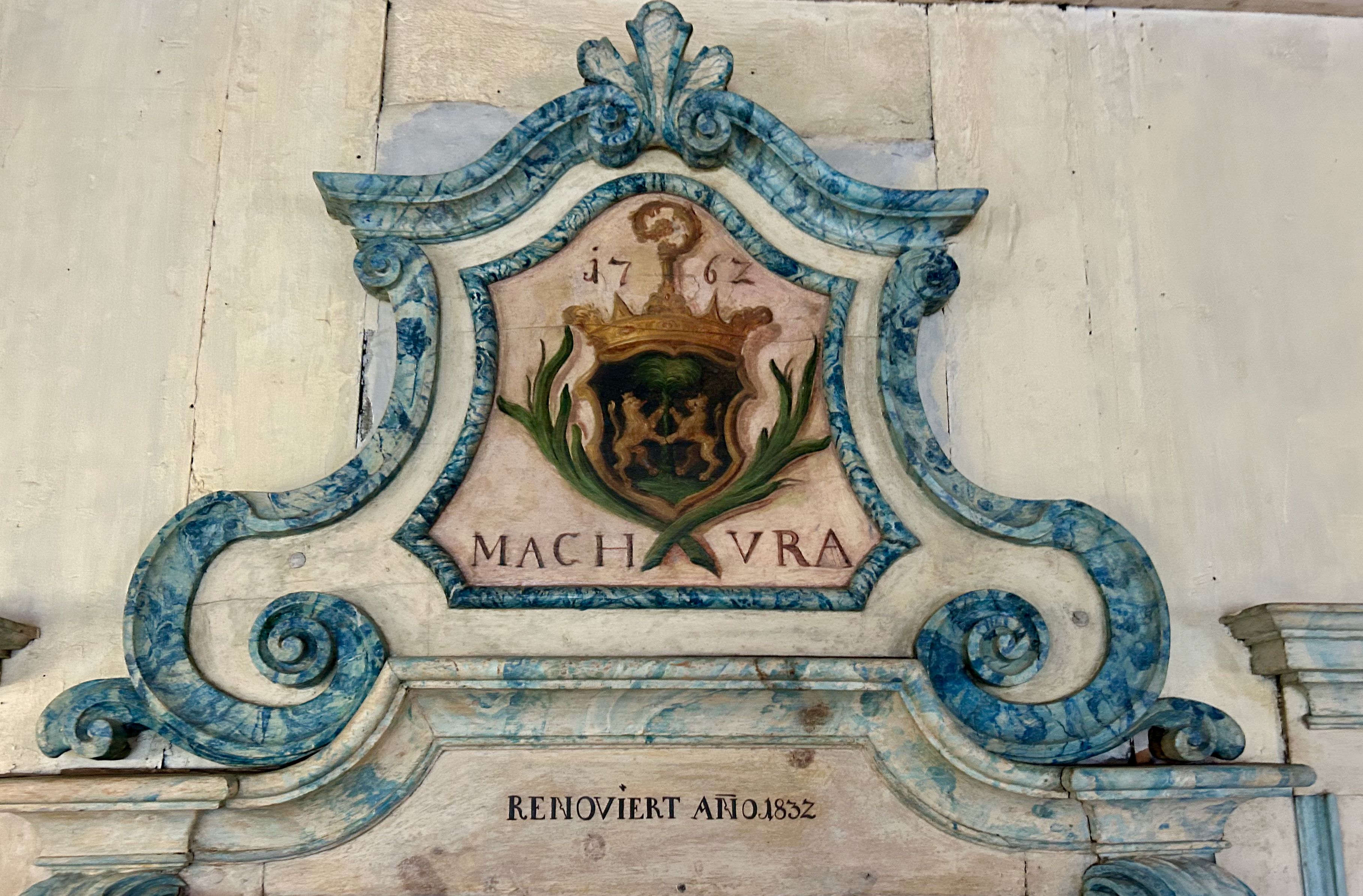
Wappen an der Supraporte der Äbtissin Angelina Planta, 1762

## 2. Obergeschoss
Im zweiten Obergeschoss lag der gemeinsame Schlafraum der Nonnen, das Dormitorium. Der südwestliche Teil war zeitweise als separate Kammer abgetrennt. Das einstige Prunkstück des Raumes, die reich geschnitzte Eingangstür, wurde 1894 an das Landesmuseum Zürich verkauft. Daran erinnert nun eine Kopie der Supraporte mit dem Wappen der Bauherrin Angelina Planta.
Die thronende Madonna mit Kind stammt aus der Zeit um 1250 und ist eines der mittelalterlichen Hauptwerke des Klosters. Das Motiv des Knaben mit gekreuzten Beinen ist typisch für das Bistum Chur. Die zwei Relieftafeln aus einem spätgotischen Flügelaltar sind dem Biberacher Jörg Kändel zugeschrieben und stammen aus der Zeit um 1520. Die Skulpturengruppe aus der Barockzeit wurden 1628 bis 1638 in der Werkstatt des Tiroler Bildhauers Johann Patsch für den Hochaltar geschaffen.
Unter dem Boden der nördlichen Fensternische verbergen sich die Reste einer Abortanlage, die beim Bau des Turmes im 10. Jahrhundert eingerichtet wurde. Im Dormitorium hängt versteckt ein handgeschriebenes Papier unbestimmten Alters mit dem Motto des Heiligen Antonius, das Schutz versprechen soll:
Ecce Crucem Domini! Fugite partes adversae! Vicit Leo de tribu Juda, Radix David! Alleluia!
Sehet das Kreuz des Herrn! Fliehet ihr feindlichen Mächte! Gesiegt hat der Löwe vom Stamme Juda, Davids Sohn! Halleluja!

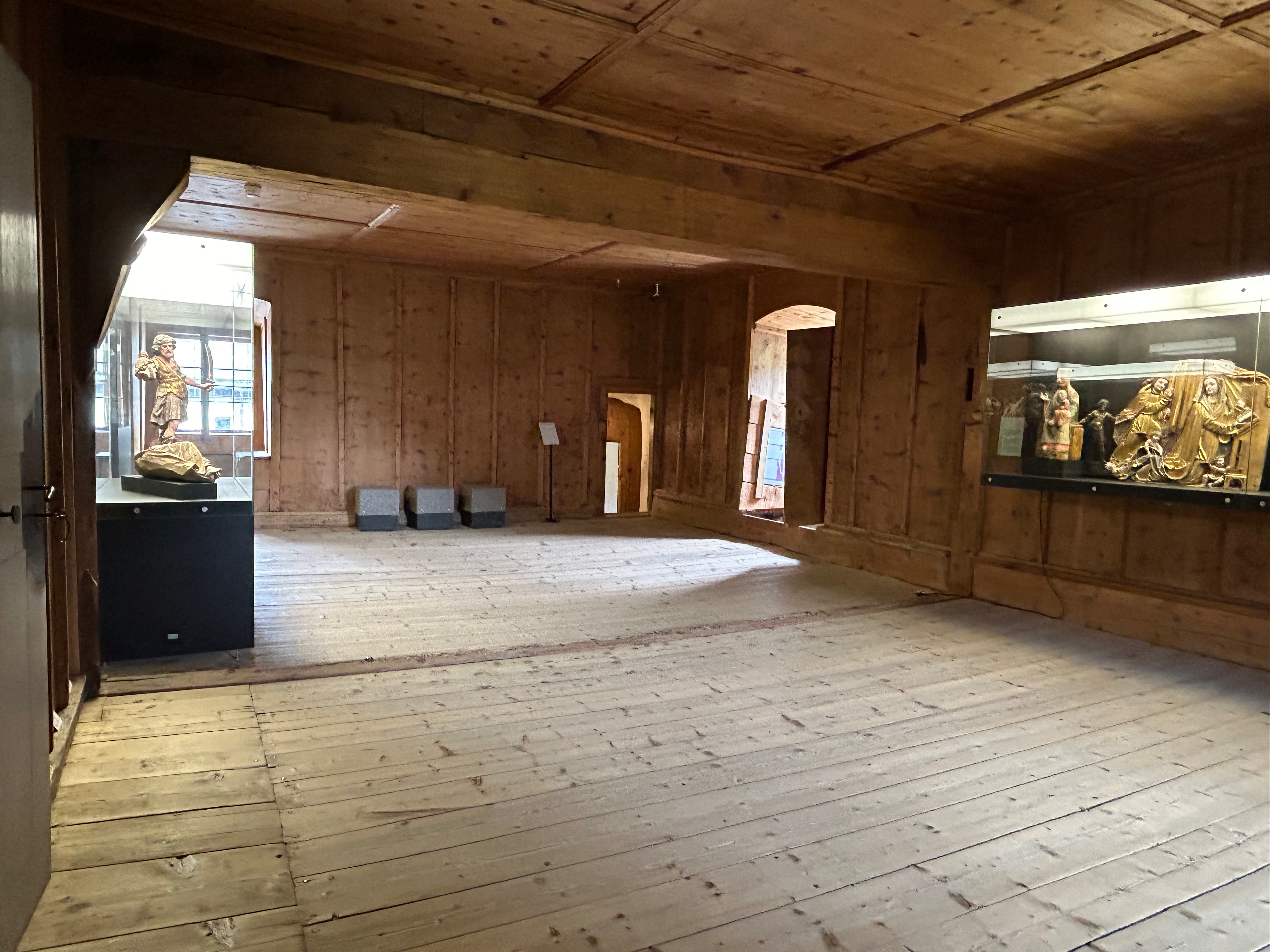
Dormitorium
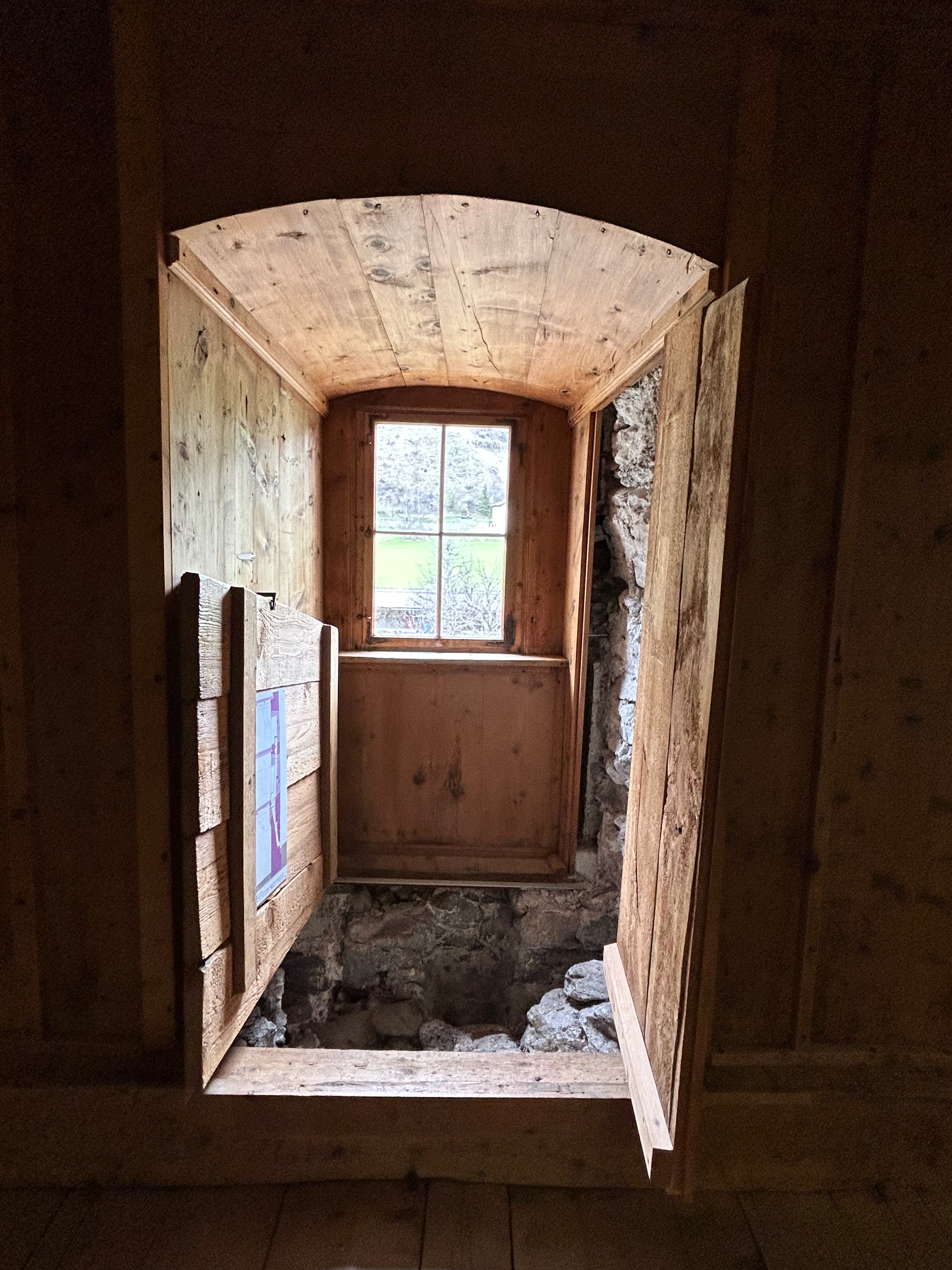
Abortanlage
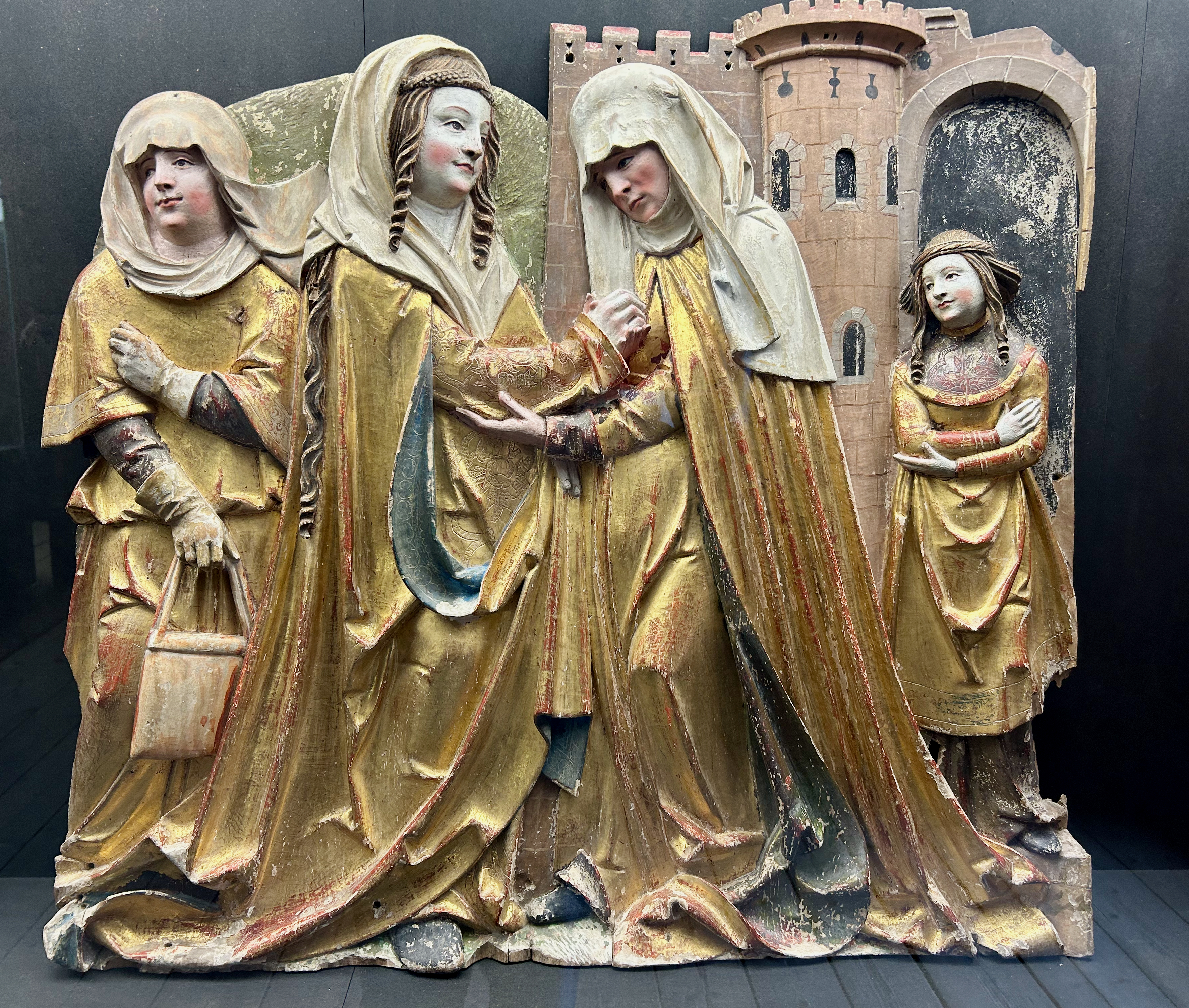
Relieftafel
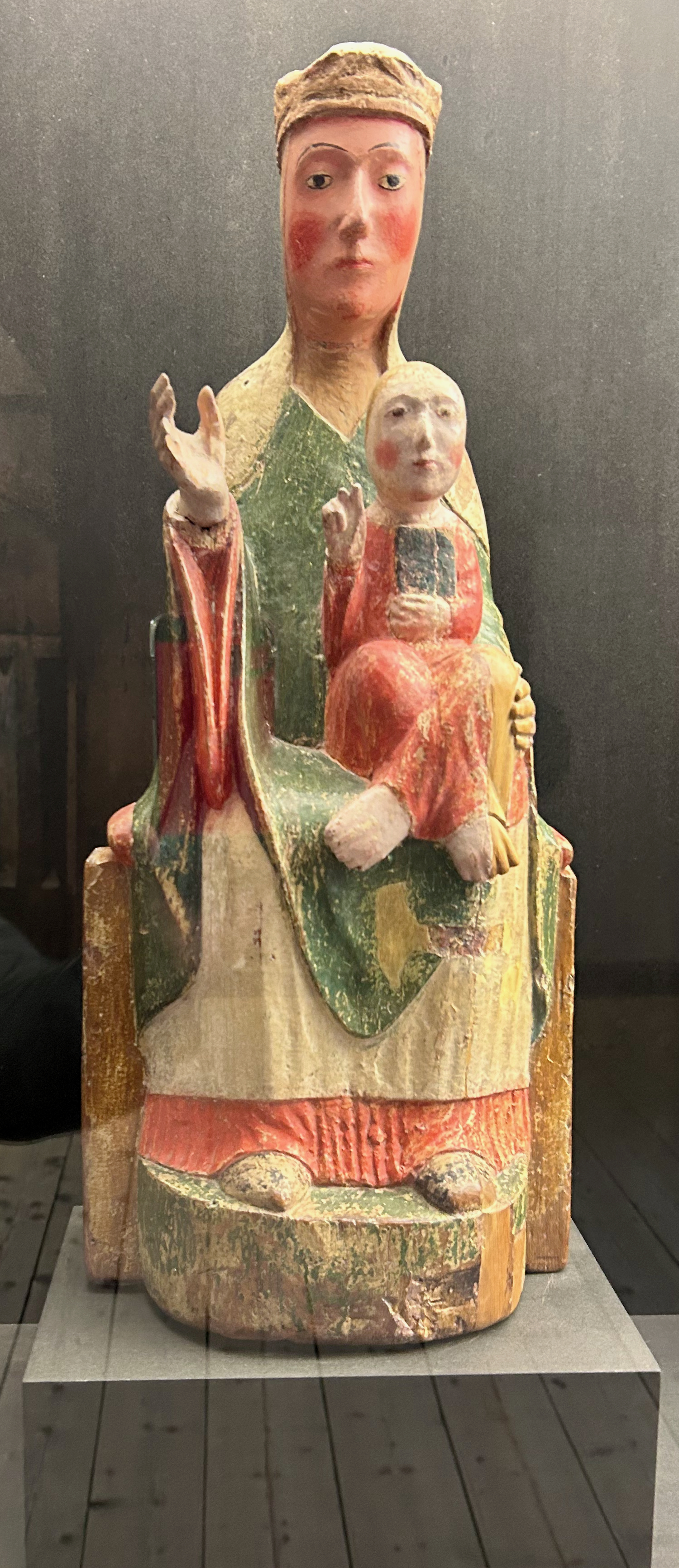
Madonna mit Kind, um 1250
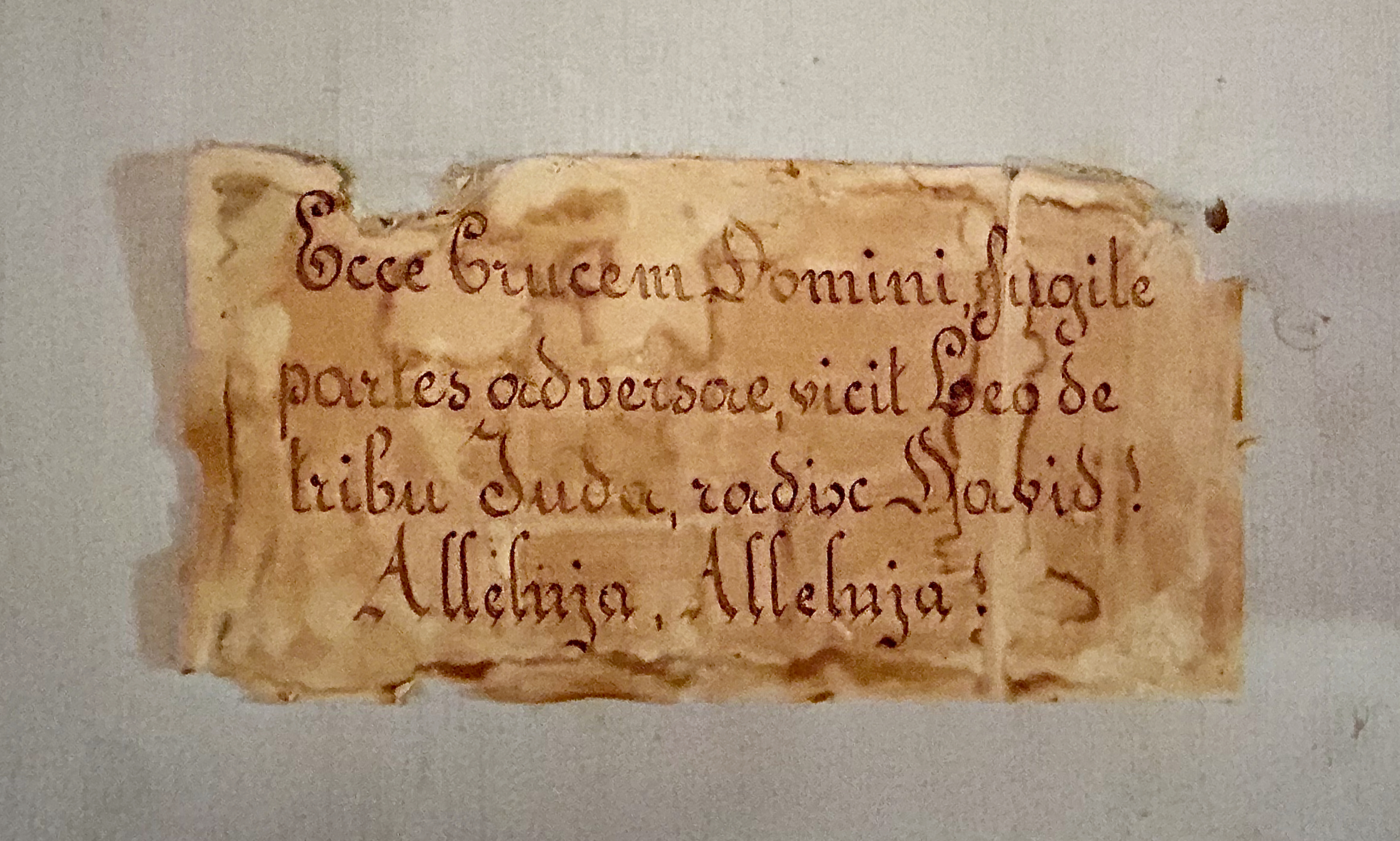
Schutzgebet: Sehet das Kreuz des Herrn! Fliehet ihr feindlichen Mächte! Gesiegt hat der Löwe vom Stamme Juda, Davids Sohn! Halleluja!

### Hohenbalkenzimmer
Der Raum ist benannt nach der Äbtissin Ursula Carl von Hohenbalken. Die Hohenbalken waren ein altes Geschlecht aus dem Münstertal. Die Familie besass die Höhenburg Balcun At auf der gegenüberliegenden Talseite, sie ist heute zerfallen. Drei weibliche Familienmitglieder traten ins Kloster ein. Ursula V, Äbtissin von 1640 bis 1666, erbaute sich 1630 schon als Priorin eine eigene Residenz. Sie bestand aus einem Vorraum, einer arvengetäferten Stube mit Ofen und einem nüchtern gestalteten Schlafraum. Der Ofen wurde in Originalgrösse nachgebaut und kann beheizt werden.

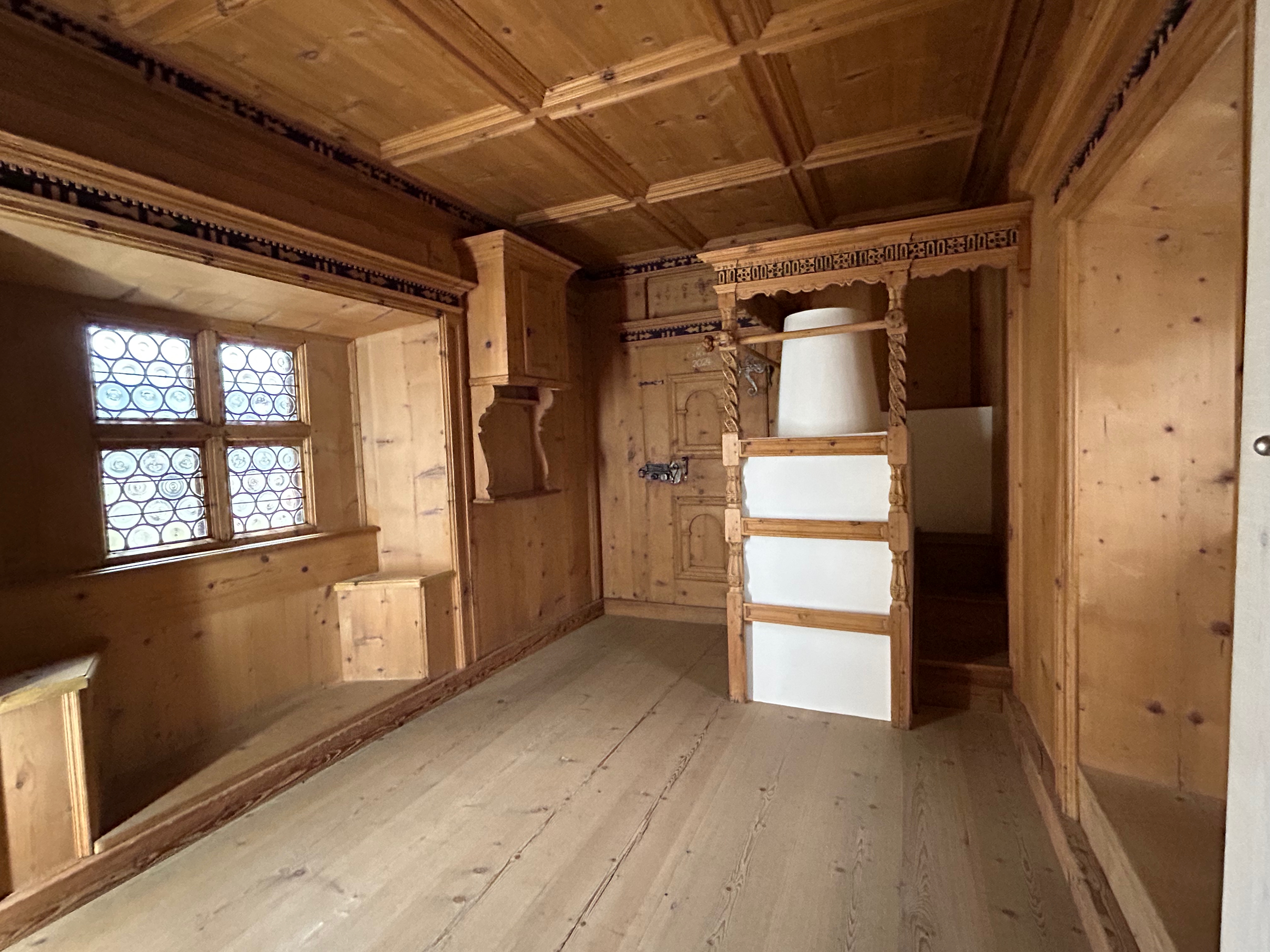
Hohenbalkenzimmer
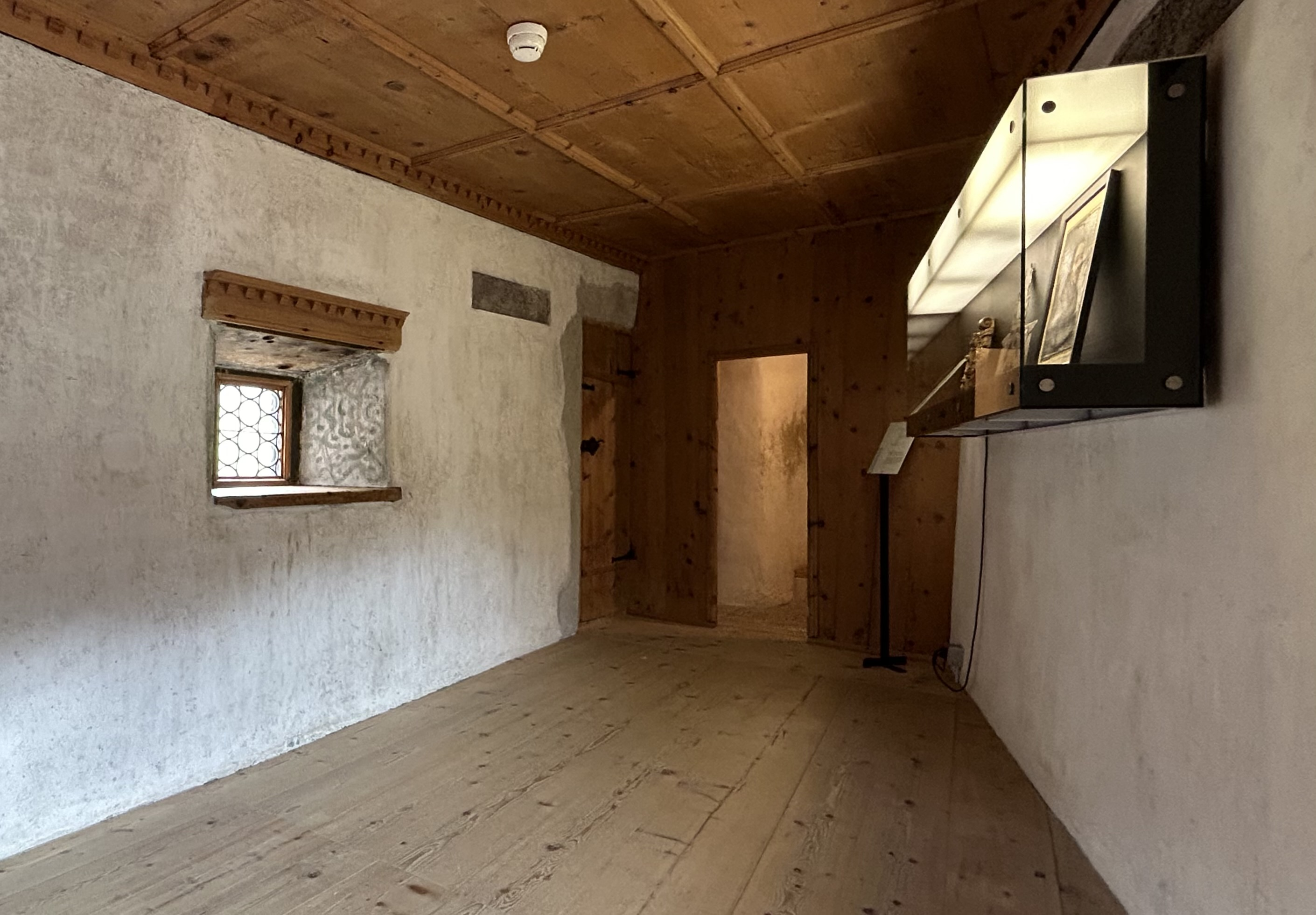
Schlafraum
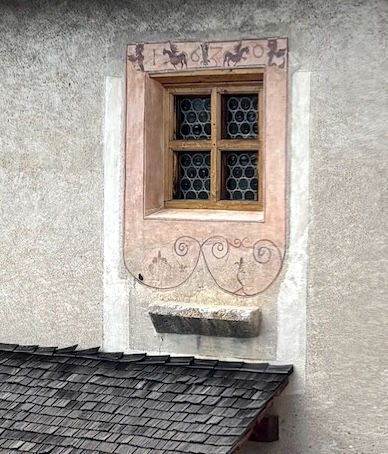
Malerei von 1630 am Fenster des Hohenbalkenzimmers

## Zellengeschoss
In einem Visitationbericht über das Kloster verlangte 1638 der Bischof von Chur die Aufhebung des grossen Schlafraums und den Bau von Einzelzellen für die Schwestern. Die Umsetzung dauerte: Erst 1664 wurden im Turm neun Zellen- und zwei Korridorfenster ausgebrochen. Von 1680 bis 1690 wurden Einzelzellen im Westtrakt des Klosters eingerichtet, die heute noch bewohnt werden. Die einfacheren Zellen im Plantaturm entstanden erst um 1710 und könnten für Angestellte oder Novizinnen gedient haben. Trotz eisiger Kälte im Winter waren sie noch lange bewohnt.

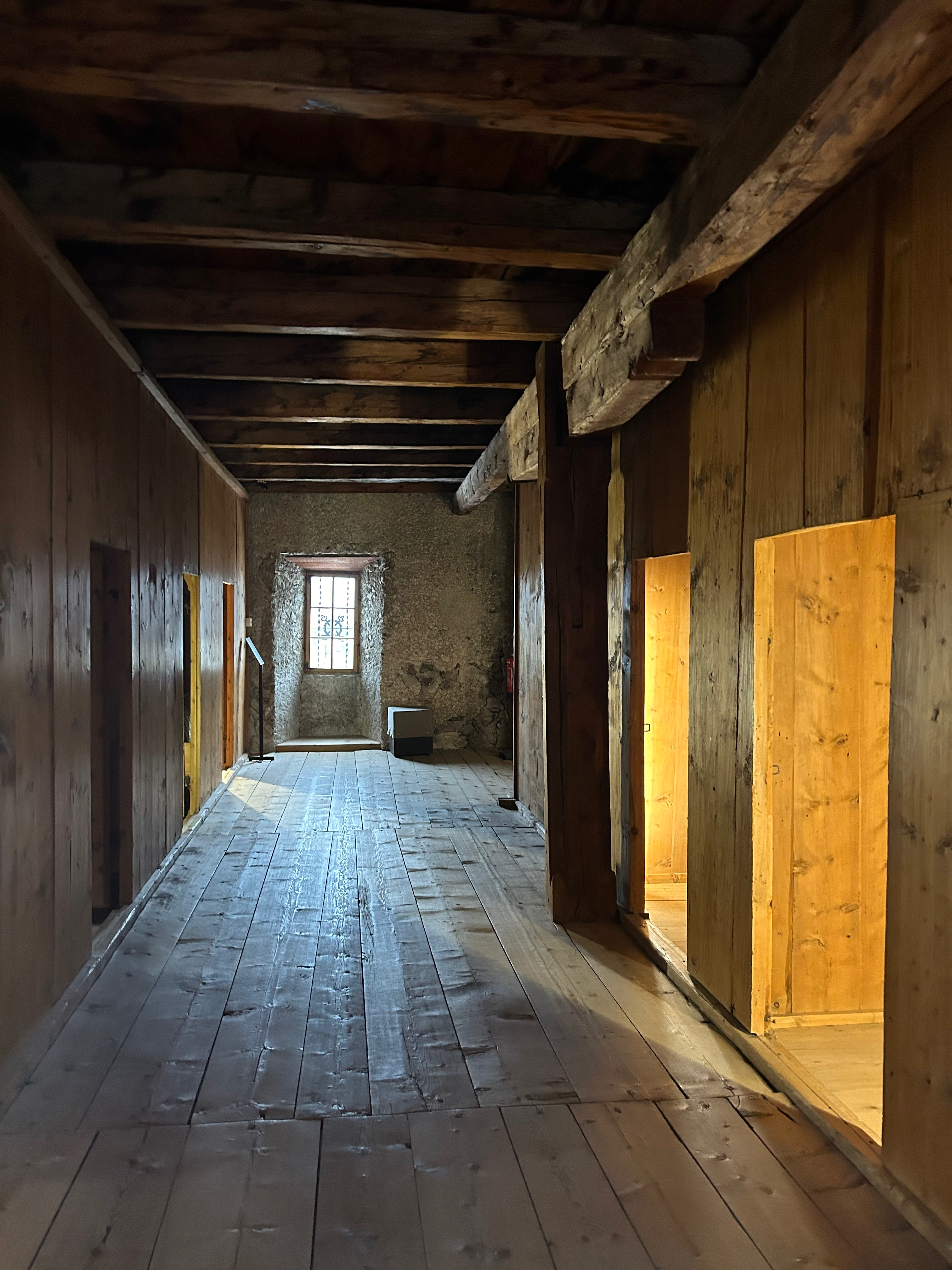
Korridor im Zellengeschoss
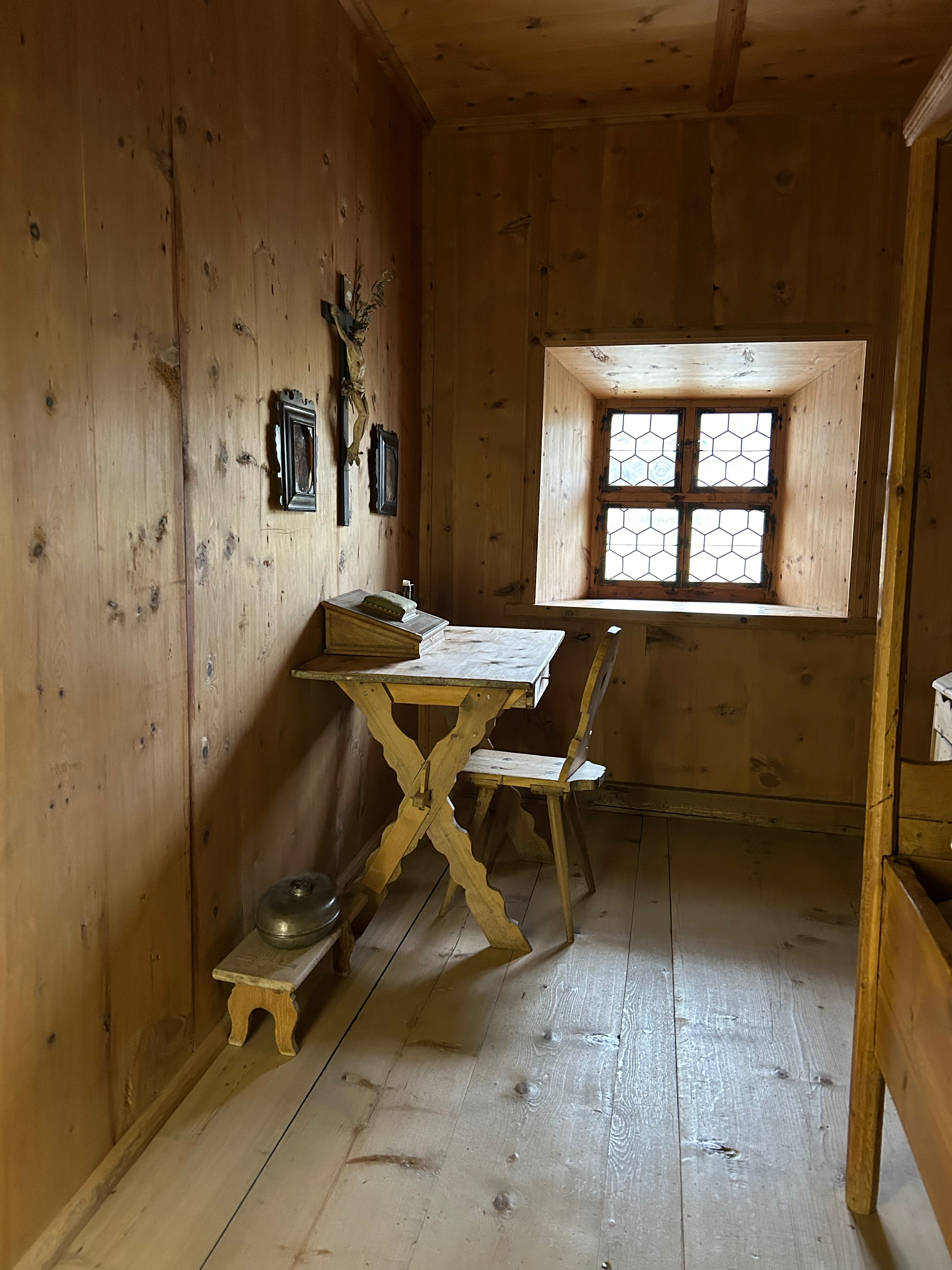
Zelle
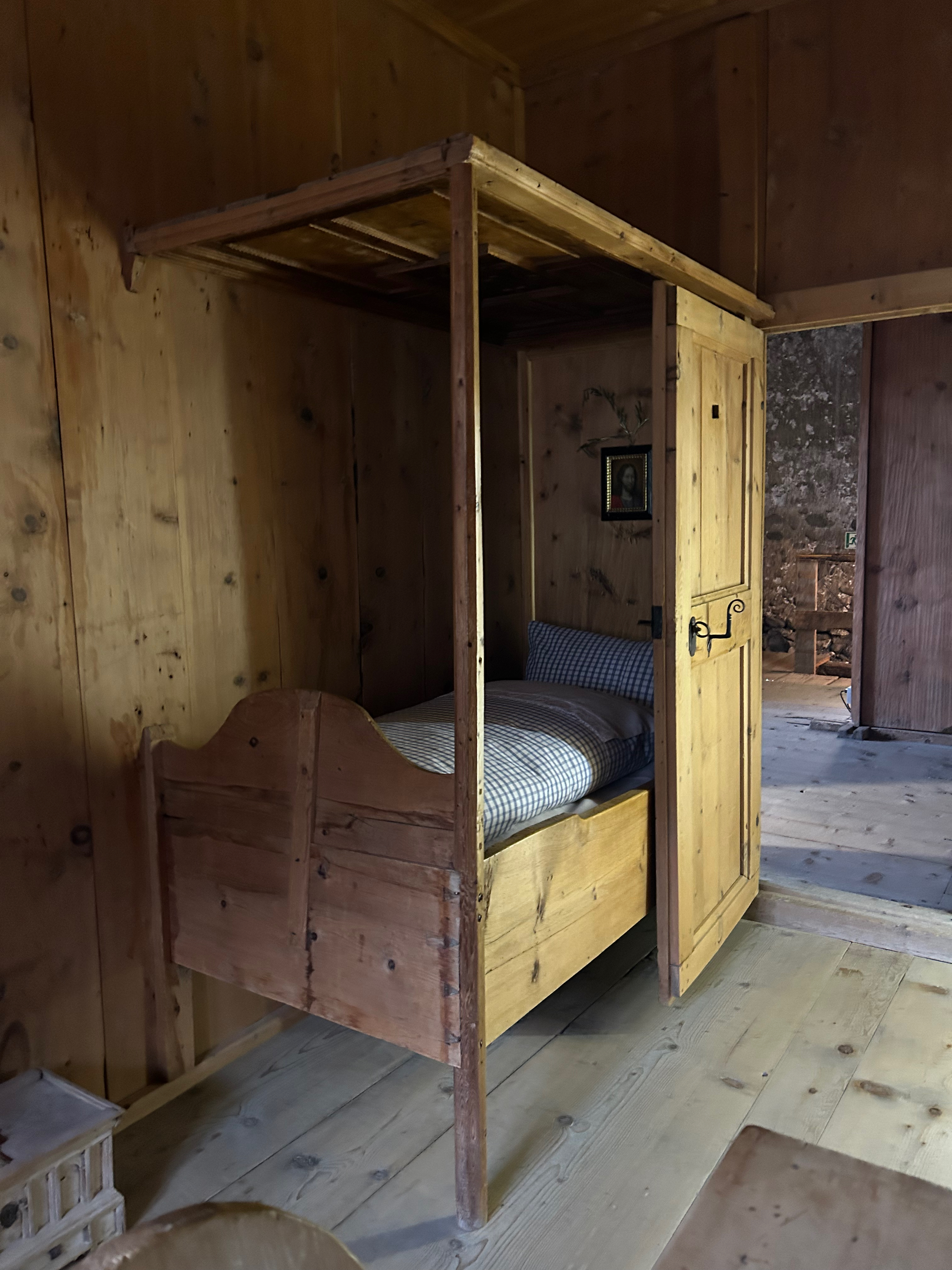
Bettstatt